# Berau (Macadade)
Berau ist eine Aldeia des Sucos Macadade auf der zu Osttimor gehörenden Insel Atauro. 2015 hatte die Aldeia 448 Einwohner.

## Geographie

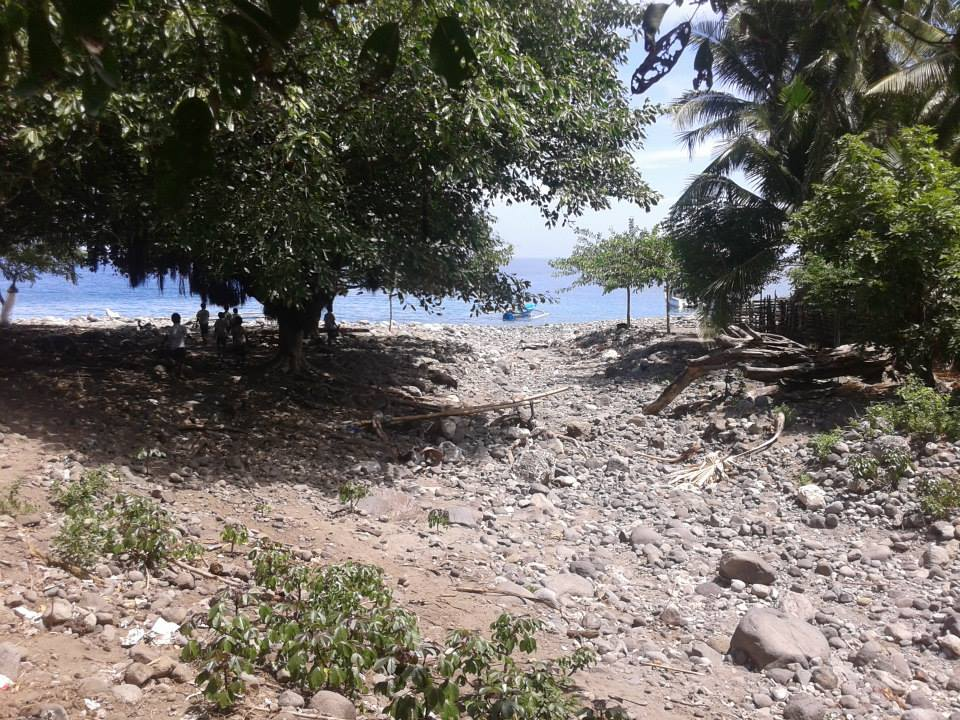
Der ausgetrocknete Fluss in Berau

Die Aldeia Berau liegt im Südosten von Macadade. Westlich liegt die Aldeia Anartuto, nördlich die Aldeia Bite und östlich der Suco Maquili. Das Dorf Berau befindet sich an einer kleinen Bucht, an der Südküste der Insel. In der südöstlichen Nachbarbucht liegt das kleine Dorf Nameta.
Teile der Küste bestehen aus Kalksteinklippen. Nördlich vom Dorf Berau befindet sich die einzige Süßwasserquelle der Insel, die auch Maquili, Vila, Beloi und Biquili mit Trinkwasser versorgt. Ein nur in der Regenzeit Wasser führender Fluss durchquert den Ort. Nordwestlich des Dorfes liegt der Berg Foho Berau mit etwa 800 m.